# 어떤 일을 하는 데에는 하나 이상의 길이 있다
어떤 일을 하는 데에는 하나 이상의 길이 있다(There's more than one way to do it, TMTOWTDI 또는 TIMTOWTDI)는 펄 프로그래밍의 좌우명이다. 이 언어는 프로그래머에게 어떻게 프로그래밍하라고 이야기하지 않으려는 개념에서 설계되었다. 이 철학은 다음과 같은 간결한 문들을 작성하기 쉽게 만들어준다.
```
print
 
if
 
1
..
3
 
or
 
/match/

```

더 전통적인 방법은 다음과 같다.
```
if
 
(
1
..
3
 
or
 
/match/
)
 
{
 
print
 
}

```

더 장황한 표현은 다음과 같다.
```
use
 
English
;

if
 
(
$INPUT_LINE_NUMBER
 
>=
 
1
 
and
 
$INPUT_LINE_NUMBER
 
<=
 
3
 
or
 
$ARG
 
=~
 
m/match/
)
 
{

    
print
 
$ARG
;

}

```

이 좌우명은 펄 커뮤니티에서 매우 자주 논의되어 왔으며, "어떤 일을 하는 데에는 하나 이상의 길이 있지만 가끔은 일관성도 나쁜 것이 아니다"(There’s more than one way to do it, but sometimes consistency is not a bad thing either, TIMTOWTDIBSCINABTE - Tim Toady Bicarbonate)로 확장되기도 했다.
반면 파이썬의 철학은 "어떤 일을 하는 데에는 오직 하나의 길만이 있다"(There should be one-- and preferably only one --obvious way to do it)이다.

## 같이 보기
- 확장 가능한 프로그래밍
- 중복배제
- 아마 필요 없을 거야(You aren't gonna need it)